# Ghana International Airlines
Ghana International Airlines (GIA) era la compagnia aerea di bandiera del Ghana, operava voli passeggeri e cargo. Il suo hub principale era situato all'aeroporto di Accra-Kotoka.

## Storia
La linea aerea fu fondata nel 2004 grazie ad una partnership tra il governo del Ghana e un gruppo di investitori privati al fine di sostituire Ghana Airways, la ex compagnia aerea di bandiera, che aveva cessato le attività. Il gruppo manageriale fu affidato a Ralph Atkin, fondatore di SkyWest negli Stati Uniti coadiuvato da altri professionisti del settore.
Ghana International Airlines iniziò ad operare il 29 ottobre del 2005 con voli giornalieri da Accra per Londra Gatwick con un Boeing 757. I servizi stagionali per Johannesburg furono inaugurati il 30 ottobre del 2006. Nel novembre del 2006 si aggiunse alla flotta un Boeing 767.
Le azioni della compagnia aerea erano possedute per il 70% dal governo del Ghana e per il 30% da un consorzio statunitense. A marzo del 2008 contava 168 dipendenti.
Ha terminato le operazioni il 13 maggio 2010.

## Flotta
Al momento della chiusura, la flotta di Ghana International Airlines era costituita da 1 aeromobile:
- 1 Boeing 757-200